# Tapiena simplicis
Tapiena simplicis är en insektsart som beskrevs av Liu, Xiangwei och Wei Ying Hsia 1996. Tapiena simplicis ingår i släktet Tapiena och familjen vårtbitare. Inga underarter finns listade i Catalogue of Life.